# Яккима (станция)
Я́ккима (фин. Jaakkima) — железнодорожная станция Октябрьской железной дороги на 218,15 километре перегона Элисенваара — Куокканиэми линии Кушелевка — Сортавала.

## Общие сведения
Расположена в посёлке при станции Яккима Лахденпохского района республики Карелия. Имеется три пути, боковая и узкая островная платформы. Станция находится на ручном управлении на линии с полуавтоблокировкой. Работой стрелочных постов станции управляет дежурный по станции, который, в свою очередь, выполняет команды поездного диспетчера.
Вокзал и зал ожидания закрыты, билетная касса не работает. Билеты приобретаются в штабном вагоне у начальника поезда. На станции останавливаются все проходящие пассажирские поезда.
На станции установлен новый пассажирский павильон, а также информационные таблички с названием станции.
С декабря 2018 года по маршруту Санкт-Петербург — Сортавала начала курсировать скоростная электричка «Ласточка». От Санкт-Петербурга до Каменногорска электропоезда следуют своим ходом. Далее, по неэлектрифицированному участку — под управлением тепловоза ТЭП70БС, а по выходным маршрут продлевается до станции Маткаселькя. .
Со 2 декабря 2019 года по станции планируют пустить новый пассажирский поезд Москва — Петрозаводск, который будет следовать через Тверь, Санкт-Петербург, Выборг, Сортавалу, Суоярви.

## История
Станция Jaakkima, как и весь участок Антреа — Сортавала был открыт 01 ноября 1893 года. Решение о строительстве железной дороги от Выборга до Йоэнсуу было принято в 1888 году. Работы по строительству были начаты в 1890 году. На сооружении дороги в 1892 году работало 6000 человек.

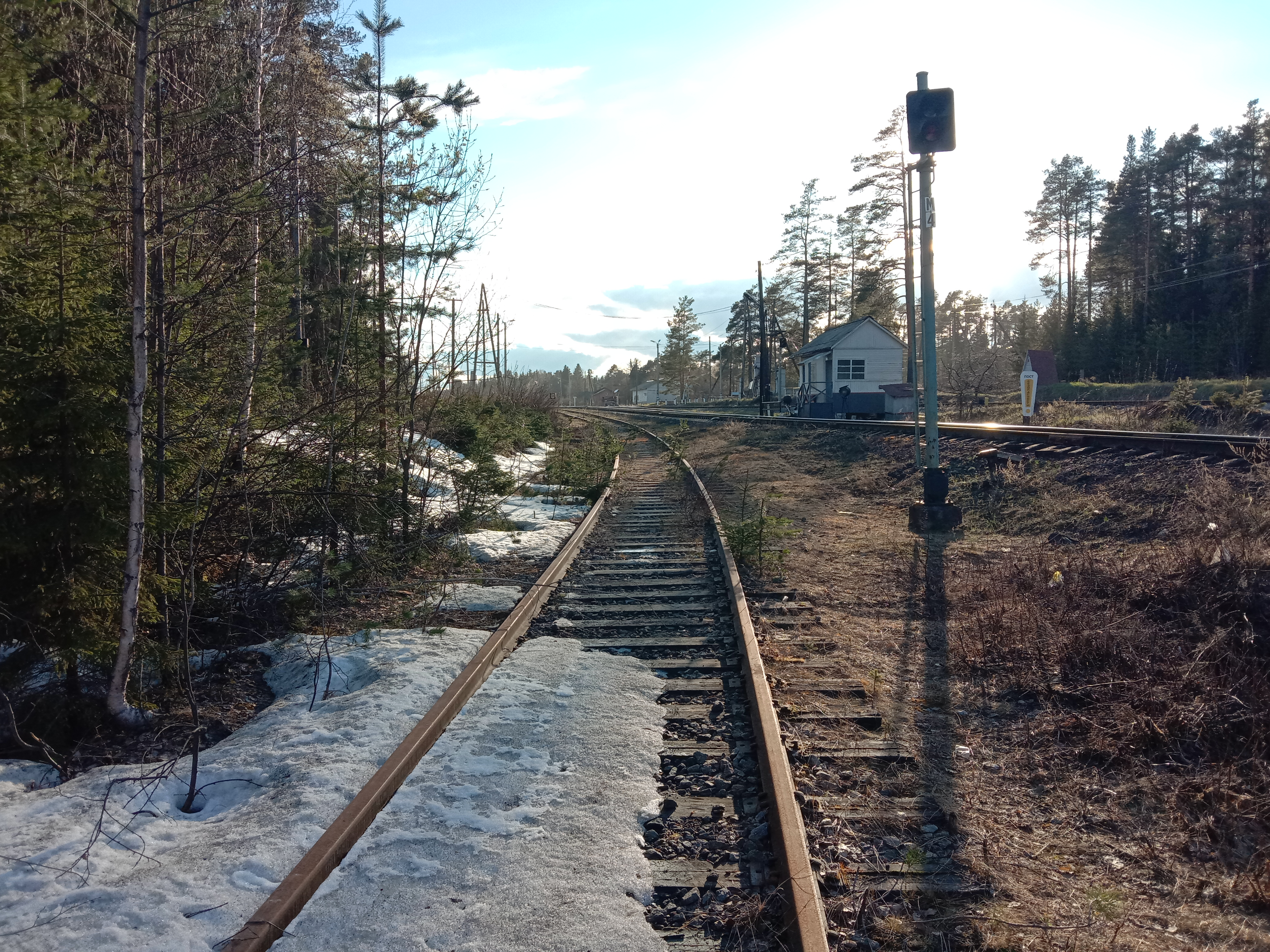
Начало подъездного пути к бывшей ст. Лахденпохья.

Практически сразу были построены здание вокзала, паровозное депо и поворотный круг. В 1911 году от чётной (восточной) горловины станции была построена ветка до портовой станции Лахденпохья, куда также было организовано пассажирское сообщение. Путевое развитие станции составляло не менее пяти путей.
По состоянию на 2019 год неплохо сохранилось здание вокзала, высокая финская багажная платформа, а также развалины финского депо.
Здания вокзала и веерного паровозного депо являются памятниками градостроительства и архитектуры регионального значения

## Пригородное движение по станции
Пригородное движение по станции осуществляется двумя парами поездов Кузнечное — Сортавала — Кузнечное.

## Галерея

Станция Яккима
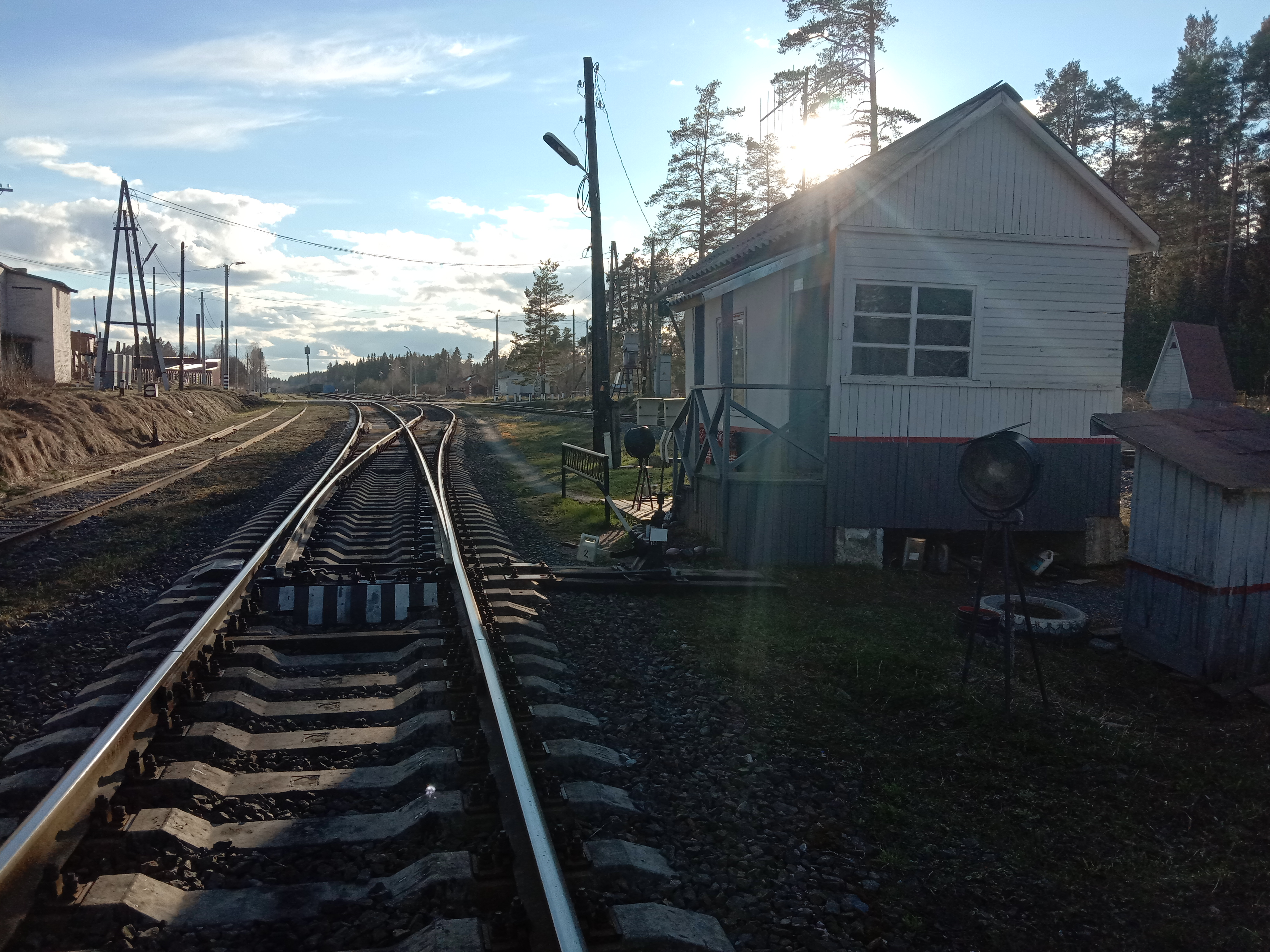
Стрелочный пост № 2. Вид в сторону Элисенваары.
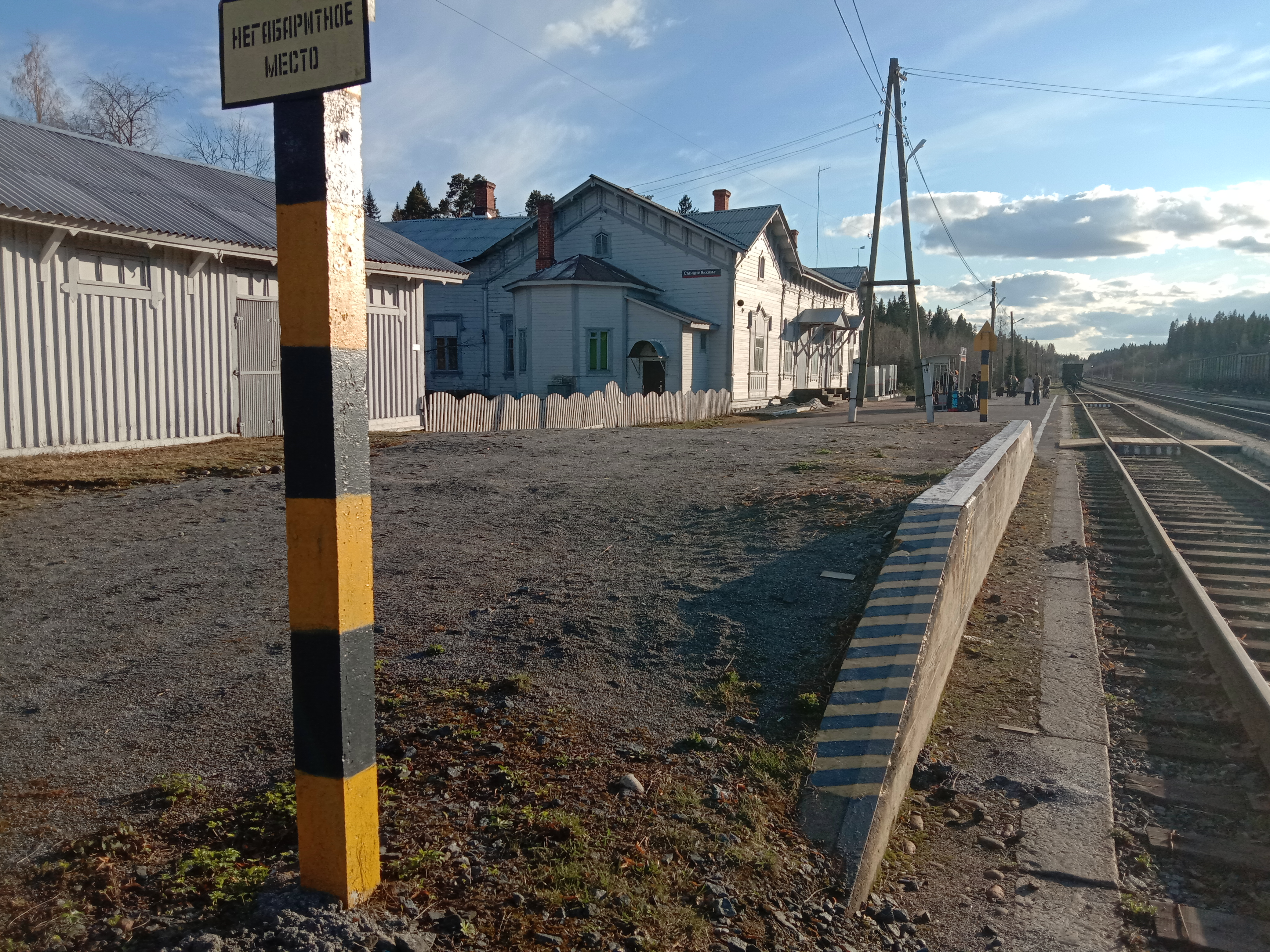
Финская багажная платформа. Вид в сторону Элисенваары.
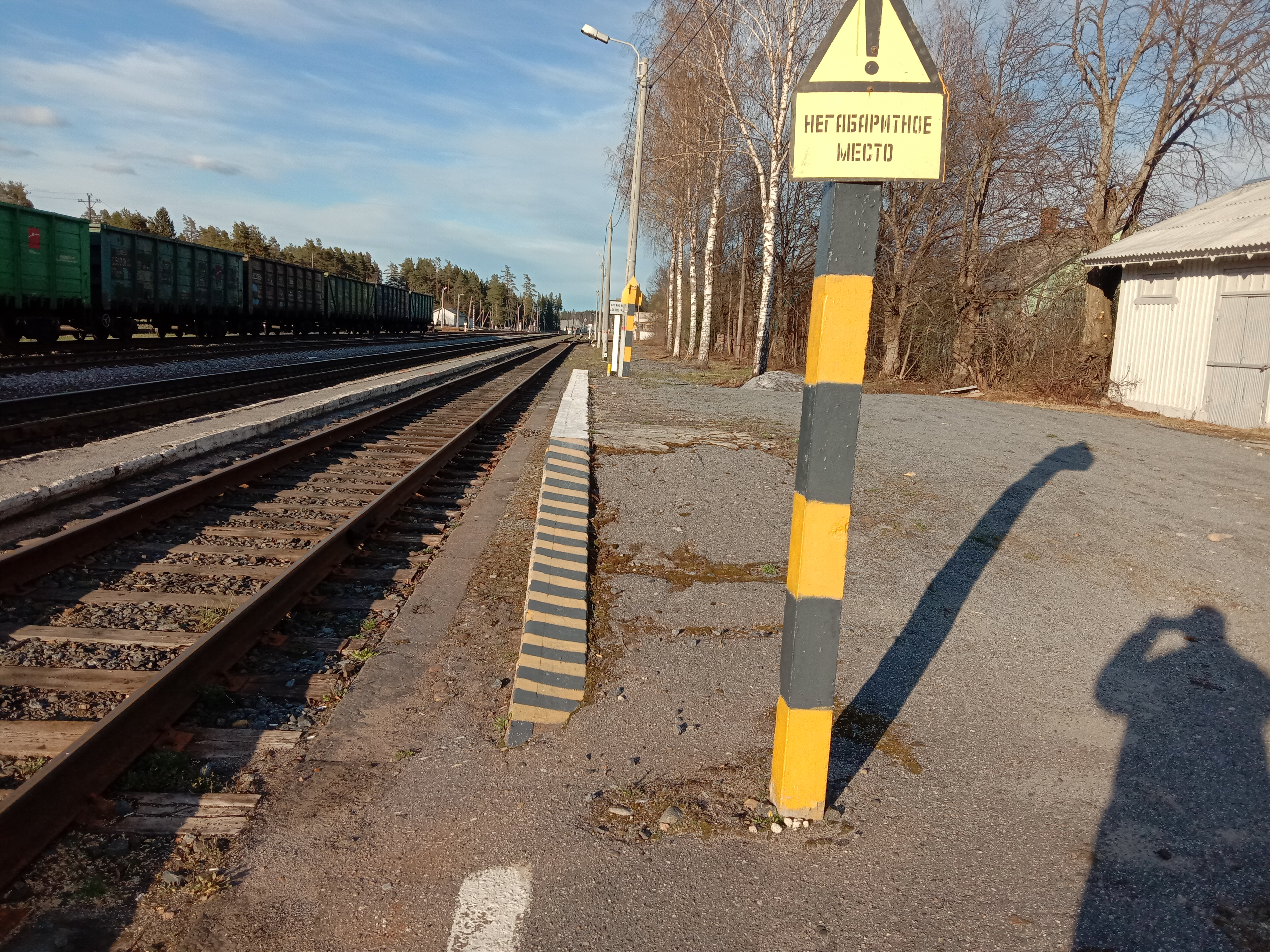
Финская багажная платформа. Вид в сторону Куокканиэми.
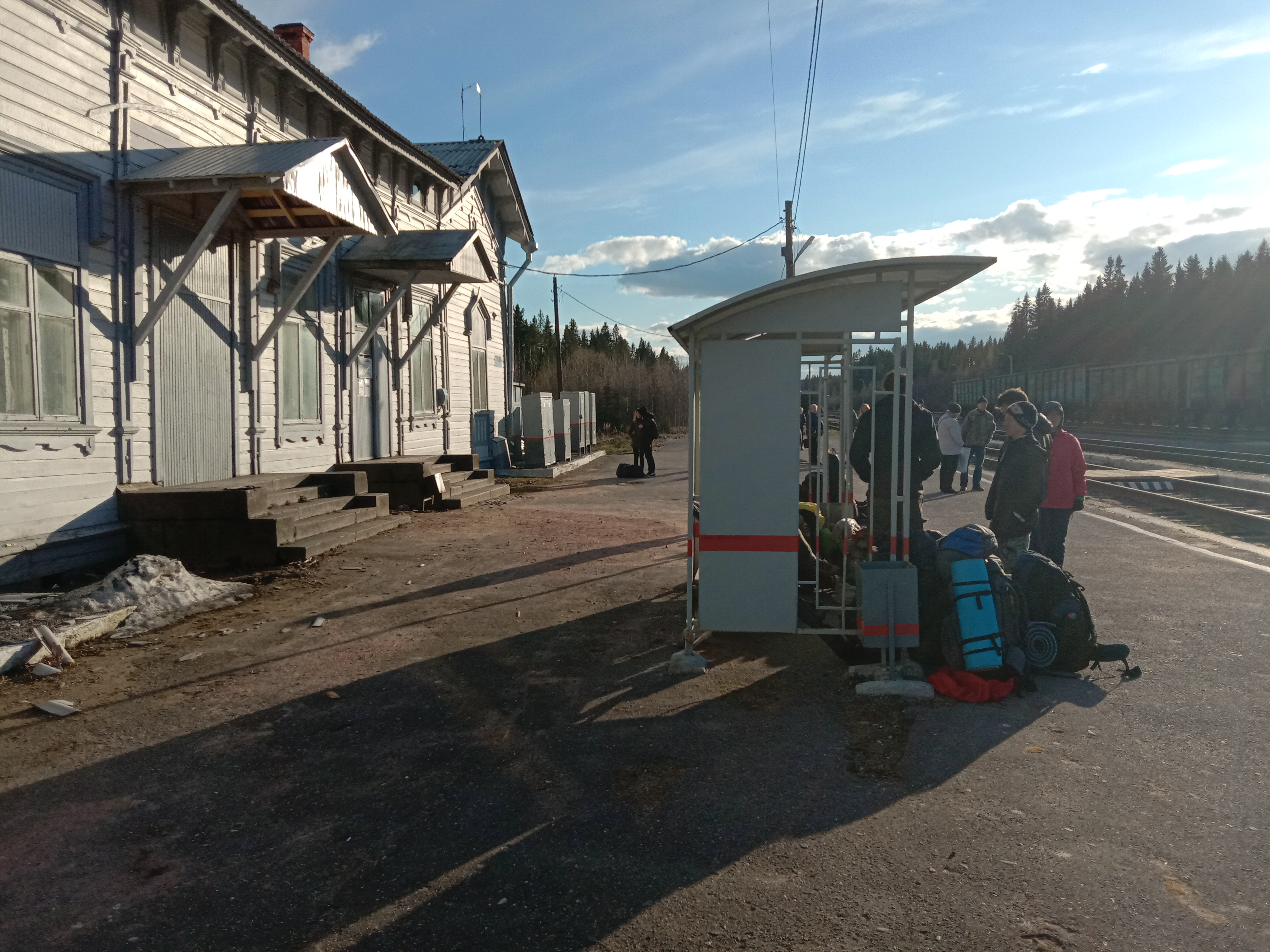
Пассажирский павильон.